# Zaparzenie drewna
Zaparzenie drewna – wada drewna z grupy zabarwień. Jest to zmiana barwy na czerwonobrunatną, występująca w drewnie okrągłym i w świeżym materiale tartym, liściastym beztwardzielowym, powstająca podczas składowania w cieplejszych miesiącach na wolnym powietrzu. Zaparzenie postępuje od czół klinowatymi smugami w głąb drewna oraz wydłużonymi smugami w kierunku włókien.
Zmiana zabarwienia jest wynikiem biochemicznych zmian treści komórek miękiszowych pod wpływem powietrza wnikającego w drewno po ścince. Wraz z powietrzem wnikają zarodniki grzybów, powodujące jednoczesny z zaparzeniem lub opóźniony rozkład drewna z charakterystycznymi w pierwszej fazie plamami na czerwonobrunatnym tle, widocznym tylko na świeżych przekrojach. W dalszej fazie rozkładu drewna zaparzenie przybiera rysunek marmuru.
Wpływ wady na jakość drewna zależy od stadium rozwoju zaparzenia, w ciągu bardzo krótkiego czasu prowadzi do rozkładu uniemożliwiającego przerób drewna - do zgnilizny (jest to jedna z najgroźniejszych wad wtórnych).